# Коляда, Василий Алексеевич
Василий Алексеевич Коляда (1920—1953) — капитан Советской Армии, участник Великой Отечественной войны, Герой Советского Союза (1943).

## Биография
Василий Коляда родился 14 января 1920 года в городе Валки (ныне — Харьковская область Украины). Получил среднее образование, после чего работал учителем в начальной школе. В 1939 году Коляда был призван на службу в Рабоче-крестьянскую Красную Армию. Окончил курсы санинструкторов и Харьковское военно-медицинское училище. С 1941 года — на фронтах Великой Отечественной войны. В феврале 1942 года получил тяжёлое ранение. К октябрю 1943 года старший лейтенант Василий Коляда командовал санитарным взводом 574-го стрелкового полка 121-й стрелковой дивизии 60-й армии Центрального фронта. Отличился во время битвы за Днепр.
28 октября 1943 года взвод Коляды переправился через Днепр в районе села Глебовка Вышгородского района Киевской области Украинской ССР. Во время боёв на плацдарме на западном берегу Коляда лично вынес с поля боя 101 получившего ранения бойца и командира, ещё около 2000 раненых он переправил на восточный берег Днепра.
Указом Президиума Верховного Совета СССР от 17 октября 1943 года за «образцовое выполнение боевых заданий командования на фронте борьбы с немецкими захватчиками и проявленные при этом мужество и героизм» старший лейтенант Василий Коляда был удостоен высокого звания Героя Советского Союза с вручением ордена Ленина и медали «Золотая Звезда» за номером 2210.
Во время боёв под Житомиром Коляда вновь был тяжело ранен и на фронт больше не вернулся, служил в Средней Азии. В 1949 году он окончил два курса Военно-медицинской академии. Скоропостижно скончался 2 января 1953 года.
Был также награждён орденом Красной Звезды и рядом медалей.